# 柳澤重夫
栁澤 重夫（やなぎさわ しげお、1946年〈昭和21年〉12月5日 - ）は、日本の政治家。勲等は旭日小綬章。元静岡県御前崎市長（2期）。

## 経歴
静岡県御前崎市出身。浜岡町立浜岡中学校卒業。1999年（平成11年）浜岡町議会議員に初当選。2003年（平成15年）再選。2004年（平成16年）4月1日、浜岡町は御前崎町と合併し、御前崎市が市制施行する。同年4月18日に行われた御前崎市議会議員選挙に初当選。同年から2年間、初代議長を務めた。2008年（平成20年）4月、原子力対策特別委員長に就任。2012年（平成24年）3選。
2016年（平成28年）1月21日、記者会見を開き次期御前崎市長選挙に立候補する意向を表明した。記者会見には引退を表明した現職の石原茂雄も同席し、栁澤は「石原市政を引き継ぐ」と述べた。
同年4月10日に行われた市長選は前市議の曽根正浩との一騎打ちとなった。両候補とも浜岡原子力発電所の再稼働については「容認」の立場であったため、選挙戦の争点にはならなかったが、栁澤が約千票差で初当選を果たした。投票率は72.90％だった。
※当日有権者数：26,557人 最終投票率：72.90%（前回比：－3.79pts）
| 候補者名 | 年齢 | 所属党派 | 新旧別 | 得票数  | 得票率 | 推薦・支持 |
| -------- | ---- | -------- | ------ | ------- | ------ | ---------- |
| 栁澤重夫 | 69   | 無所属   | 新     | 9,884票 | 52.82% |            |
| 曽根正浩 | 54   | 無所属   | 新     | 8,828票 | 47.18% |            |

2020年（令和2年）4月12日に行われた市長選で、薬剤師の池田恵実子を破り再選。
※当日有権者数：26,160人 最終投票率：66.69%（前回比：－6.21pts）
| 候補者名   | 年齢 | 所属党派 | 新旧別 | 得票数  | 得票率 | 推薦・支持 |
| ---------- | ---- | -------- | ------ | ------- | ------ | ---------- |
| 栁澤重夫   | 73   | 無所属   | 現     | 9,618票 | 56.60% |            |
| 池田恵実子 | 63   | 無所属   | 新     | 7,374票 | 43.40% |            |

2024年4月に任期満了に伴う市長選挙に出馬しないことを2023年11月22日の定例会見で表明した。
2025年（令和7年）春の叙勲で旭日小綬章を受章した。